# Palestina i olympiska spelen
Palestina deltog första gången vid olympiska sommarspelen 1996 i Atlanta och har sedan dess varit med vid varje olympiskt sommarspel. De har aldrig deltagit vid de olympiska vinterspelen.
Palestina har aldrig vunnit någon medalj.

## Medaljer
| Guld | Silver | Brons | Totalt antal medaljer |
| ---- | ------ | ----- | --------------------- |
| 0    | 0      | 0     | 0                     |

### Medaljer efter sommarspel
| Spel         | Guld | Silver | Brons | Totalt |
| 1996 Atlanta | 0    | 0      | 0     | 0      |
| 2000 Sydney  | 0    | 0      | 0     | 0      |
| 2004 Aten    | 0    | 0      | 0     | 0      |
| 2008 Peking  | 0    | 0      | 0     | 0      |
| 2012 London  | 0    | 0      | 0     | 0      |
| Totalt       | 0    | 0      | 0     | 0      |

## Deltagare
| 1996 Atlanta | 1 | 1 | - | - |
| 2000 Sydney  | 2 | 1 | - | 1 |
| 2004 Aten    | 3 | 2 | - | 1 |
| 2008 Peking  | 4 | 2 | - | 2 |
| 2012 London  | 5 | 2 | 1 | 2 |